# Loraine Blumenthal

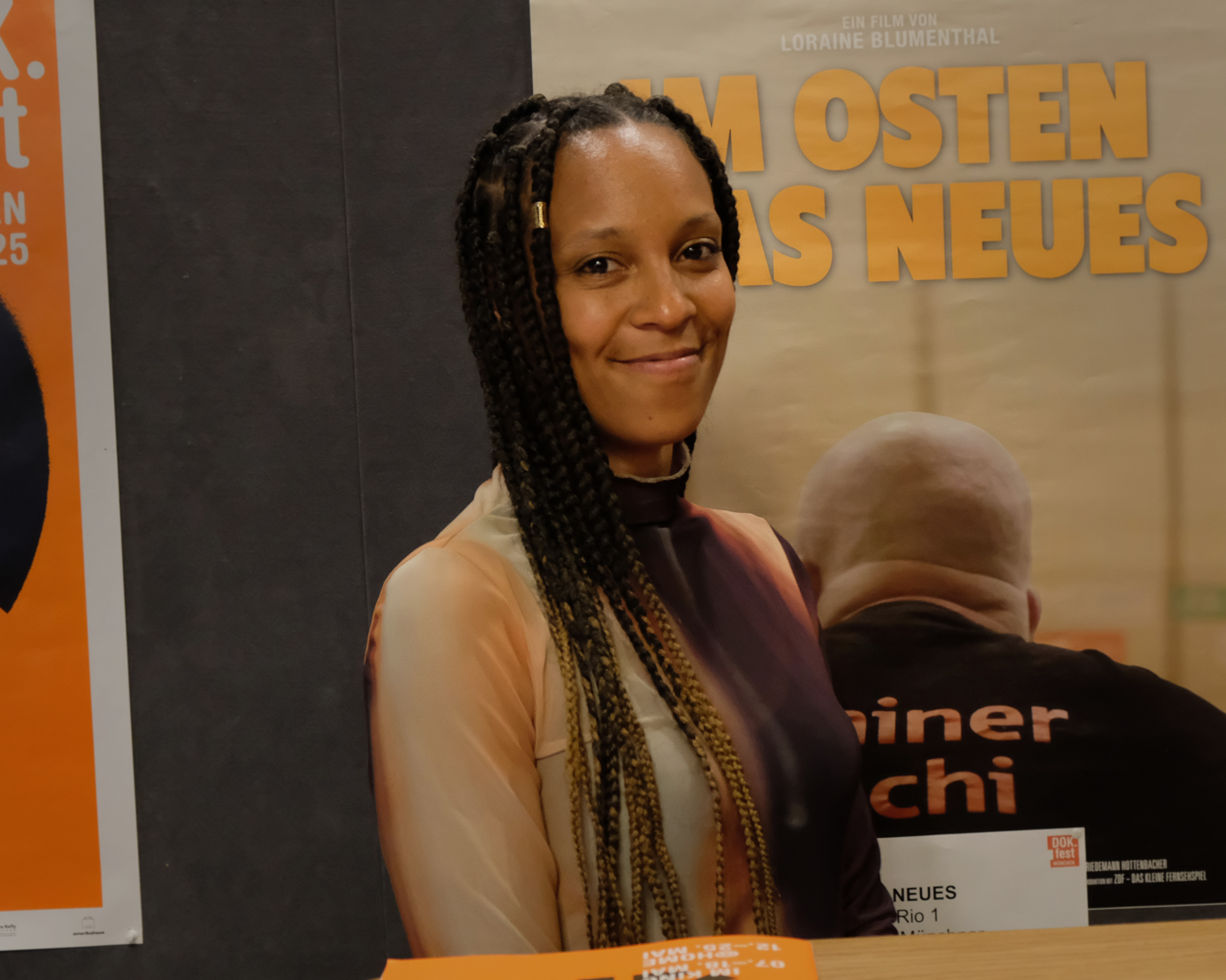
Loraine Blumenthal (2025)

Loraine Blumenthal (* 1983 in Berlin) ist eine deutsche Dokumentarfilm-Regisseurin, -Produzentin und -Autorin.

## Leben und Werk
Blumenthal, wurde 1983 als Tochter eines ghanaischen Vaters in Berlin geboren, lebte aber ab ihrem 12. Lebensjahr in Wildberg bei Altentreptow. 2010 schloss sie ein Studium der Theater- und Medienwissenschaften an der Universität Erlangen-Nürnberg mit einem Master of Arts ab und erlangte 2012 zusätzlich den Master of Arts in Documentary Practice an der University of Bristol. Sie ist Absolventin der IDFAcademy des International Documentary Filmfestivals.
Seit 2013 arbeitet Loraine Blumenthal als (Archive-)Producerin und Produktionsleiterin bei Kloos & Co. Medien, DOKFILM, Storyhouse Productions und argon film für Reportagen, Dokumentarfilme und Dokuserien beim öffentlich-rechtlichen Fernsehen. Zu ihren ersten Arbeiten als Regisseurin gehört der Dokumentarfilm Mapi Liberia (2010) über eine Frauenfußballmannschaft in einem Flüchtlingslager in Ghana, den sie gemeinsam mit Michael Schmitt drehte. 2018 veröffentlichte sie den Dokumentarfilm The Major's Race über Marvin Rees, der 2016 in Bristol der erste schwarze Bürgermeister Europas wurde. 2021 realisierte Blumenthal im Auftrag des Mitte Museums den Film Der lange Weg der Mohrenstraße über die geplante Umbenennung der gleichnamigen Straße in Berlin-Mitte. Ihre Doku Im Osten was Neues über einen ehemaligen Rechtsradikalen, der in Torgelow ehrenamtlich eine Fußballmannschaft trainiert, war beim DOK.fest München 2025 im DOK. deutsch Wettbewerb nominiert.
Blumenthal lebt seit 2012 wieder in Berlin.

## Filmografie (Regie, Auswahl)
- 2010: Mapi Liberia
- 2018: The Major's Race
- 2021: Der lange Weg der Mohrenstraße
- 2025: Im Osten was Neues